# Seven Femenino de Hong Kong 2017
El Seven Femenino de Hong Kong de 2017 fue la vigésima edición del torneo de rugby 7.
El campeón del torneo clasificó a la Serie Mundial Femenina de Rugby 7 2017-18.
Se desarrolló en el Hong Kong Stadium de la ciudad de Hong Kong, República Popular China.

## Equipos participantes
| - Kenia - Sudáfrica - China - Hong Kong - Japón - Bélgica - Italia - Países Bajos | - Jamaica - Papúa Nueva Guinea - Argentina - Colombia |

## Fase de grupos

### Grupo A
| Equipo       | Encuentros | Encuentros | Encuentros | Encuentros | Tantos  | Tantos    | Tantos     | Puntos |
| Equipo       | jugados    | ganados    | empatados  | perdidos   | a favor | en contra | diferencia | Puntos |
| ------------ | ---------- | ---------- | ---------- | ---------- | ------- | --------- | ---------- | ------ |
| Japón        | 3          | 3          | 0          | 0          | 97      | 19        | +78        | 9      |
| Países Bajos | 3          | 2          | 0          | 1          | 48      | 48        | 0          | 7      |
| China        | 3          | 1          | 0          | 2          | 101     | 42        | +59        | 5      |
| Jamaica      | 3          | 0          | 0          | 3          | 7       | 144       | –137       | 3      |

### Grupo B
| Equipo    | Encuentros | Encuentros | Encuentros | Encuentros | Tantos  | Tantos    | Tantos     | Puntos |
| Equipo    | jugados    | ganados    | empatados  | perdidos   | a favor | en contra | diferencia | Puntos |
| --------- | ---------- | ---------- | ---------- | ---------- | ------- | --------- | ---------- | ------ |
| Bélgica   | 3          | 2          | 0          | 1          | 43      | 20        | +23        | 7      |
| Kenia     | 3          | 2          | 0          | 1          | 46      | 35        | +11        | 7      |
| Argentina | 3          | 1          | 0          | 2          | 24      | 50        | –26        | 5      |
| Hong Kong | 3          | 1          | 0          | 2          | 43      | 51        | –8         | 5      |

### Grupo C
| Equipo             | Encuentros | Encuentros | Encuentros | Encuentros | Tantos  | Tantos    | Tantos     | Puntos |
| Equipo             | jugados    | ganados    | empatados  | perdidos   | a favor | en contra | diferencia | Puntos |
| ------------------ | ---------- | ---------- | ---------- | ---------- | ------- | --------- | ---------- | ------ |
| Sudáfrica          | 3          | 2          | 0          | 1          | 62      | 22        | +40        | 7      |
| Italia             | 3          | 2          | 0          | 1          | 37      | 22        | +15        | 7      |
| Papúa Nueva Guinea | 3          | 2          | 0          | 1          | 38      | 29        | +9         | 7      |
| Colombia           | 3          | 0          | 0          | 3          | 5       | 69        | –64        | 3      |

## Fase Final

### Copa de oro
|  | Cuartos de final   | Cuartos de final   | Cuartos de final |         |           | Semifinales | Semifinales | Semifinales |  |           | Copa      | Copa | Copa |  |
|  |                    |                    |                  |         |           |             |             |             |  |           |           |      |      |  |
|  |                    |                    |                  |         |           |             |             |             |  |           |           |      |      |  |
|  | Sudáfrica          | Sudáfrica          | 29               |         |           |             |             |             |  |           |           |      |      |  |
|  | Sudáfrica          | Sudáfrica          | 29               |         |           |             |             |             |  |           |           |      |      |  |
|  | Papúa Nueva Guinea | Papúa Nueva Guinea | 7                |         |           |             |             |             |  |           |           |      |      |  |
|  | Papúa Nueva Guinea | Papúa Nueva Guinea | 7                |         | Sudáfrica | Sudáfrica   | 17          |             |  |           |           |      |      |  |
|  |                    |                    |                  |         | Sudáfrica | Sudáfrica   | 17          |             |  |           |           |      |      |  |
|  |                    |                    | Bélgica          | Bélgica | 7         |             |             |             |  |           |           |      |      |  |
|  | Bélgica            | Bélgica            | Bélgica          | Bélgica | 7         | 14          |             |             |  |           |           |      |      |  |
|  | Bélgica            | Bélgica            |                  |         |           |             |             |             |  |           |           |      |      |  |
|  | Países Bajos       | Países Bajos       | 12               |         |           |             |             |             |  |           |           |      |      |  |
|  | Países Bajos       | Países Bajos       | 12               |         |           |             |             |             |  | Sudáfrica | Sudáfrica | 10   |      |  |
|  |                    |                    |                  |         |           |             |             |             |  | Sudáfrica | Sudáfrica | 10   |      |  |
|  |                    |                    | Japón            | Japón   | 22        |             |             |             |  |           |           |      |      |  |
|  | Italia             | Italia             | Japón            | Japón   | 22        | 26          |             |             |  |           |           |      |      |  |
|  | Italia             | Italia             |                  |         |           |             |             |             |  |           |           |      |      |  |
|  | Kenia              | Kenia              | 7                |         |           |             |             |             |  |           |           |      |      |  |
|  | Kenia              | Kenia              | 7                |         | Italia    | Italia      | 0           |             |  |           |           |      |      |  |
|  |                    |                    |                  |         | Italia    | Italia      | 0           |             |  |           |           |      |      |  |
|  |                    |                    | Japón            | Japón   | 31        |             |             |             |  |           |           |      |      |  |
|  | Japón              | Japón              | Japón            | Japón   | 31        | 28          |             |             |  |           |           |      |      |  |
|  | Japón              | Japón              |                  |         |           |             |             |             |  |           |           |      |      |  |
|  | China              | China              | 14               |         |           |             |             |             |  |           |           |      |      |  |
|  | China              | China              | 14               |         |           |             |             |             |  |           |           |      |      |  |
|  |                    |                    |                  |         |           |             |             |             |  |           |           |      |      |  |

| Bandera de Japón                             |
| Clasificado a la serie mundial 2017-18 Japón |